# Maite Perroni Live Tour
Live Tour es la tercera gira mundial de conciertos por la cantante mexicana Maite Perroni y la cuarta en general en apoyo de sus canciones “Loca”, “Como yo te quiero” y “¿Quien es ese?”.

## Antecedentes
Después de haber culminado las grabaciones de su telenovela Papá a toda madre, la cantante se enfocó en la promoción de sus nuevos sencillos que han tenido bastante repercusión y por lo cual saldrá de gira para promorcionarlos.

## Repertorio
| Showcase |
| --- |
| 1. «Intro» 2. «Love» 3. «Ojos Divinos» 4. «Tu y Yo» 5. «Vas a Querer Volver» 6. «Agua Bendita» 7. «Medley RBD» 1. «Solo Quédate En Silenció» 2. «Ser O Parecer» 3. «Bésame Sin Miedo» 4. «Cariño Mío» 5. «Tras de Mi» 6. «Empezar desde Cero» 8. «Adicta» 9. «Como Yo Te Quiero» 10. «Loca» |

Notas
- Este repertorio representan los conciertos dados el 15 de junio y 16 de junio en México y el 7 de julio en Perú.
- Durante el concierto de Pachuca no se interpretaron las canciones “Tras de Mi” y “Empezar desde Cero” siendo agregadas en conciertos posteriores.
- La canción “Tu y yo” fue cambiada de orden en algunos conciertos.

| Show Completó |
| --- |
| Intro 1. «Love» 2. «Ojos Divinos» 3. «Tu y Yo» Interludio 1. «Así Soy» 2. «Eclipse de Luna» 3. «Todo Lo Que Soy» 4. «Vas a Querer Volver» Interludio 1. «Agua Bendita» 2. «Me Va» 3. «Llueve, llueve» 4. «Medley RBD» 1. «Solo Quédate En Silenció» 2. «Ser O Parecer» 3. «Bésame Sin Miedo» 4. «Cariño Mío» 5. «Tras de Mi» 6. «Empezar desde Cero» Interludio 1. «Adicta» 2. «Como Yo Te Quiero» 3. «Loca» |

Notas
- Este repertorio representa el concierto dado el 8 de julio en Perú.
- Durante el Show de Curitiba se interpretó por primera vez “Todo lo que soy”.

Invitados especiales
- El 4 de agosto de 2018 la cantante  Wanessa se unió a Maite para cantar “Mulher Gato” y “Llueve, llueve”.

## Fechas
| Fecha                    | Ciudad             | País   | Lugar                          | Actos de Apertura |
| ------------------------ | ------------------ | ------ | ------------------------------ | ----------------- |
| 15 de junio de 2018      | Pachuca            | México | Velvet                         | N/A               |
| 16 de junio de 2018      | Hidalgo            | México | Velvet                         | N/A               |
| 7 de julio de 2018       | Distrito de Lince  | Perú   | XBIO                           | N/A               |
| 8 de julio de 2018       | Lima               | Perú   | Centro de Convenciones Bolívar | N/A               |
| 12 de julio de 2018      | León (Guanajuato)  | México | Poliforum León                 | Festival          |
| 19 de julio de 2018      | Ixtapa Zihuatanejo | México | Playa El Palmar                | Festival          |
| 2 de agosto de 2018      | Curitiba           | Brasil | Spazio Van                     | N/A               |
| 4 de agosto de 2018      | São Paulo          | Brasil | Audio Club                     | Manu Gavassi      |
| 5 de agosto de 2018      | Río de Janeiro     | Brasil | The Week                       | Manu Gavassi      |
| 17 de agosto de 2018     | Ciudad de México   | México | Palacio de los Deportes        | Festival          |
| 25 de agosto de 2018     | Cancún             | México | Hard Rock Riviera Maya         | Festival          |
| 8 de septiembre de 2018  | Madrid             | España | Barclaycard Center             | Festival          |
| 19 de septiembre de 2018 | Puebla             | México | Centro Expositor Puebla        | Festival          |
| 3 de octubre de 2018     | Ciudad de México   | México | The St. Regis Ciudad de México | Festival          |
| 8 de diciembre de 2018   | Ciudad de México   | México | Foro Sol                       | Festival          |